# 2015年南基伍省地震
2015年南基伍省地震是指2015年8月7日1时25分02秒发生于刚果民主共和国南基伍省基伍湖的地震。本次地震的地震规模为MW 5.8级、MB 5.9级，震源深度约为11.0千米，最大烈度为6（VI）度。本次地震共造成至少5人遇难、至少30人受伤。

## 构造背景
本次地震震中位于刚果民主共和国和卢旺达边界上的基伍湖位于非洲的艾伯丁裂谷，该裂谷因非洲板块和索马里板块以每年约4毫米的速度分散开来而形成。一般而言，该地区发生的地震属正断层事件或走滑断层事件。基伍湖地区自有记录以来发生的最大规模的地震为1900年的7.6级地震，而距离本次地震最近的一次强烈地震发生于2008年2月，至少45人在那次地震中丧生，另有300多人受伤。不过由于戈马火山天文台的地震台网在2008年地震发生时未运行，故未能直接获取到相关资料。通过实地观察并结合历史资料分析出，自1997年以来，基伍湖地区的地震活动变得比平时更加活跃，每年在该地区内均能记录到几次与中等强度的地震，其中受影响最大的是布卡武市。

## 机构反应
美国地质勘探局测定，本次地震的地震规模为MW 5.8级，震源深度约为11.0千米，最大烈度为6（VI）度。中国地震台网、哈萨克斯坦地震学实践考察中心测定出本次地震的地震规模为MB 5.9级。美国地质勘探局通过观测到的地震数据估算出预计伤亡和预计经济损失，均为绿色等级，分别为65%的概率遇难人数为1人以下和65%的概率经济损失为100万美元以下。通过该局得出的震源机制解可分析出本次地震为一次正断层事件，与震区历史事件特征相吻合。

## 余震
本次地震共引发了2次规模大于4级的余震，其中规模最大的为主震发生约三分半后的MW 5.5级地震。
| 顺次      | 发震时刻              | 震中                                    | 震中                   | 深度   | 地震规模 | 来源   |
| 顺次      | 发震时刻              | 经纬度                                  | 地区                   | 深度   | 地震规模 | 来源   |
| --------- | --------------------- | --------------------------------------- | ---------------------- | ------ | -------- | ------ |
| 主震      | 2015年8月7日 01:25:02 | 2°08′28″S 28°53′49″E / 2.141°S 28.897°E | 刚果民主共和国南基伍省 | 11.0km | MW 5.8   | [ 1 ]  |
| 第1次余震 | 2015年8月7日 01:28:37 | 2°05′28″S 28°57′07″E / 2.091°S 28.952°E | 刚果民主共和国南基伍省 | 10.0km | MW 5.5   | [ 7 ]  |
| 第2次余震 | 2015年8月7日 01:50:26 | 2°16′30″S 28°50′56″E / 2.275°S 28.849°E | 刚果民主共和国南基伍省 | 10.0km | MW 4.3   | [ 16 ] |

## 震害情况
位于本次地震6度烈度区内的村庄及城市人口数量约为4.6万人左右，5度烈度区内约为41.5万人。美国地质勘探局通过互联网在线调查页面收集到的震感报告，推测出本次地震的最大烈度为5（V）度。尽管美国地质勘探局通过观测到的地震数据估算出预计伤亡和预计经济损失，均为绿色等级，分别为65%的概率遇难人数为1人以下和65%的概率经济损失为100万美元以下，但本次地震还是造成了至少5人遇难（其中包括2名儿童）、至少30人受伤。卢旺达灾难管理与难民事务部于地震当天称，首都基加利市震感明显，受损最严重的地区是离基伍湖较近的西部省山区地带，而北部省火山群附近地区也有明显震感。本次地震震中距离中国赴刚果（金）维和部队仅38千米，该部队工兵分队指挥长甘伟称，本次地震未造成官兵伤亡，驻地也未受到损害。